# Kubas riksvapen
Kubas läge framgår tydligt i statsvapnet. Ön, som är nyckeln till Mexikanska golfen, ligger vid Kräftans vändkrets (solen) mellan Florida och Yucatánhalvön. Spöknippet och den frygiska mössan ovanför vapenskölden är symboler för auktoritet och frihet. För övrigt visas en palm - symbol för landets fruktbarhet - nationalfärgerna, en lager- och en eklövskvist.